# Hendrik Witbooi

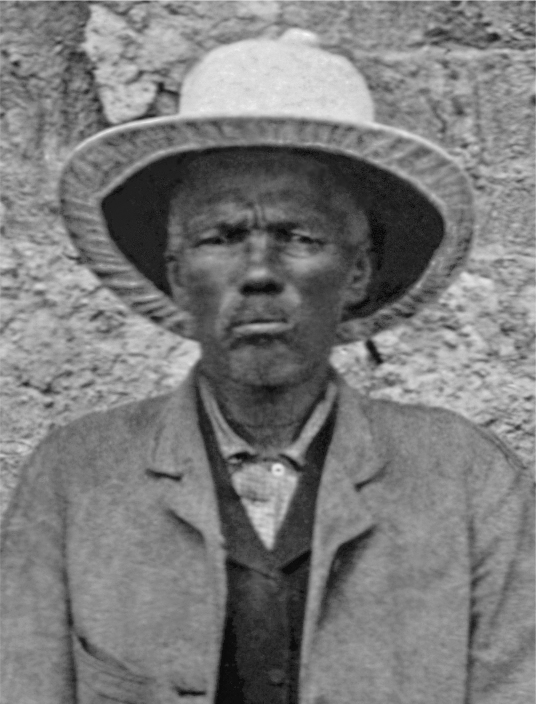
Hendrik Witbooi (nachbearbeitetes Foto)

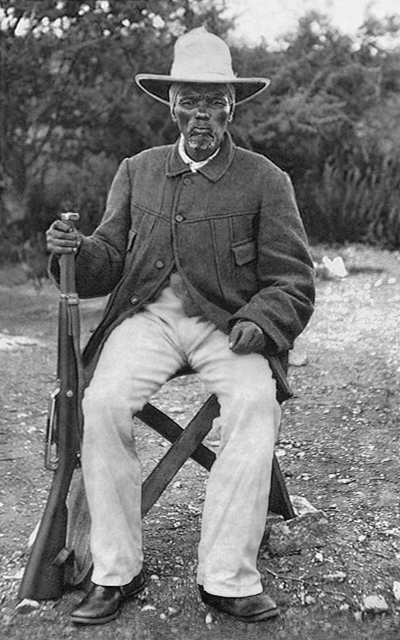
Hendrik Witbooi um 1900 (nachbearbeitetes Foto)

Hendrik Witbooi (auch Hendrik Wittboy), eigentlich ǃNanseb ǀGabemabKlicklaut (* um 1830 in Pella, Kapkolonie, heute Südafrika; † 29. Oktober 1905 auf Fahlgras, westlich Koës, Deutsch-Südwestafrika, heute Kleinvaalgras, Namibia), war seit Ende des Jahres 1888 Kaptein des mit den Nama verwandten Volks der Orlam, der Witbooi.

## Herkunft
Hendrik Witboois Familie gehörte über Generationen zur führenden Schicht der Nama, sowohl sein Großvater Kido Witbooi (ǂA-ǁêib) als auch sein Vater Moses Witbooi (ǀGâbeb ǃA-ǁîmab) waren Nama-Kapteine. Sein Großvater führte ab 1855 den Stamm aus der Kapprovinz nach Norden über den Oranje-Fluss in das spätere Nama-Land. Die Familie lebte im christlichen Glauben, nachdem der Großvater 1868 getauft worden war. Hendrik Witbooi selbst hatte zwölf Kinder: sieben Söhne und fünf Töchter.
Das Geburtsjahr Hendrik Witboois ist unbekannt, die Quellen schwanken zwischen 1824 und 1838. Sicher ist, dass er in Pella aufwuchs, dem damaligen Siedlungsort der Witbooi, unweit des Südufers des Oranje-Flusses auf dem Gebiet der Kapprovinz. Als junger Mann erlebte er den Zug seines Stammes nach Norden mit. Die Witbooi-Nama ließen sich etwa 160 Kilometer nördlich des Oranje im von ihnen mit dem biblischen Namen Gibeon benannten Ort nieder. Da sie bereits in ihrer früheren Heimat von christlichen Missionaren betreut worden waren, baten sie die in Südwestafrika tätige Rheinische Missionsgesellschaft um die Entsendung eines Missionars nach Gibeon. Die Aufgabe wurde 1868 Johannes Olpp übertragen. Er baute einen engen Kontakt zur Kapteinsfamilie der Witbooi auf und taufte bereits im ersten Jahr seiner Tätigkeit die gesamte Familie. Für viele Jahre war Olpp eine wichtige Bezugsperson für Hendrik Witbooi.

## Aufstieg

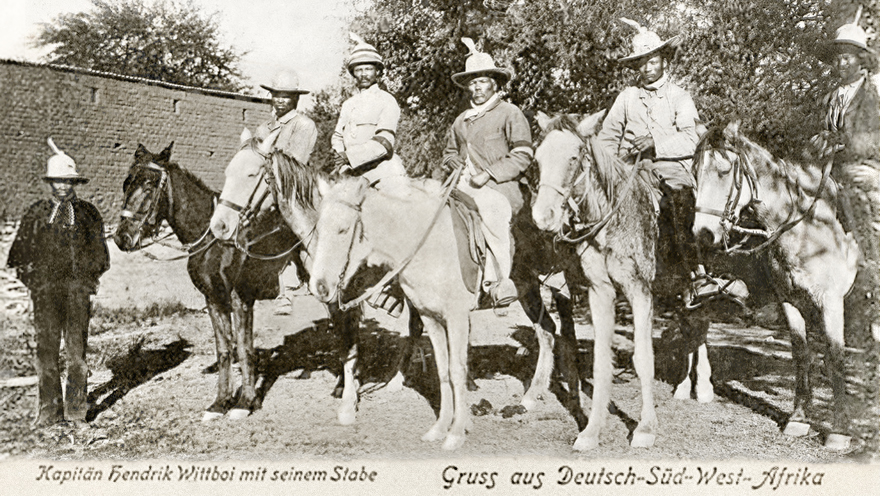
Bildunterschrift:
Kapitän Hendrik Wittboi mit seinem Stabe.
Gruss aus Deutsch-Süd-West-Afrika (nachbearbeitetes Foto)

Hendrik Witbooi beschäftigte sich intensiv mit dem christlichen Glauben, darüber hinaus erlernte er mehrere europäische Sprachen. 1875 ernannte ihn Olpp zum Ältesten der Kirchengemeinde Gibeon. Andererseits hatte Hendrik Witbooi auch ein ausgeprägtes Machtstreben, wobei er es ausgezeichnet verstand, seine daraus resultierenden Handlungen mit christlichen Argumenten zu untermauern.
Dies wurde besonders deutlich, als er gegen den Willen seines Vaters den Witbooi-Stamm weiter nach Norden führen wollte. Dieses Vorhaben begründete er mit der Behauptung, Gott sei ihm erschienen und habe ihm den Auftrag gegeben, sein Volk nach Norden zu führen. Er stellte sich mit seinem Plan nicht nur gegen seinen Vater, der inzwischen Kaptein geworden war und durch das Handeln seines Sohnes die eigene Autorität schwinden sah, er schlug auch die eindringlichen Warnungen der Missionare in den Wind. Diese Warnungen waren nicht unbegründet, denn der Zug der Witbooi nach Norden bedeutete unweigerlich einen Konflikt mit den Herero, die in diesem Gebiet siedelten.
Unter Berufung auf den göttlichen Befehl brach Hendrik Witbooi im Mai 1884 mit dem größten Teil der Bewohner Gibeons nach Norden auf. Der Zug kam etwa 200 Kilometer voran, ehe er nördlich von Rehoboth von den Herero angegriffen wurde. Als Witbooi die Übermacht des Gegners erkannte, bat er den Herero-Häuptling Maharero in einem Brief um Friedensschluss und unbehelligten Weiterzug. Die Kontaktaufnahme mit seinen Gegnern über Briefe war auch später immer wieder eine typische Handlungsweise Witboois. Maharero akzeptierte zwar das Friedensangebot, lehnte aber den Weitermarsch der Witbooi ab, sodass Hendrik Witbooi am 14. Juli 1884 nach Gibeon zurückkehren musste.
Dort sah er sich erneut heftigem Tadel der Missionsgesellschaft ausgesetzt, die ihn obendrein seiner kirchlichen Ämter enthob und ihm die Abendmahlszulassung entzog. Davon tief getroffen, wandte sich Witbooi in einem langen Brief an den neuen Missionsleiter Friedrich Rust, in dem er sich mit der ihm erteilten göttlichen Weisung rechtfertigte, einen erneuten Zug nach Norden ankündigte und Rust aufforderte, den Zug zu begleiten.
Rust lehnte das Ansinnen ab, aber trotzdem brach Witbooi im Juli 1885 mit etwa 600 Leuten erneut gen Norden auf. Ziel des Zuges war diesmal der Ort Okahandja, der Sitz des Herero-Häuptlings. Dort besetzten die Witbooi eine Wasserstelle und wurden daraufhin erneut von den Herero angegriffen, die sich diesmal auf keine Friedensangebote einließen und Witbooi und seinen Männern eine verheerende Niederlage beibrachten. Obwohl Hendrik Witbooi die verlorene Schlacht auch noch mit dem Tod zweier Söhne bezahlen musste, gab er den Kampf nicht auf. Nachdem er hatte erkennen müssen, dass die Herero seinen göttlichen Auftrag vereitelt hatten, war nun die Bestrafung des Gegners sein neues Ziel. Er führte über Jahre hinweg gegen die Herero einen Guerillakrieg.
Im Jahre 1887 war Witboois Vater Moses durch seinen Konkurrenten Paul Visser als Kaptein abgesetzt worden und wurde am 22. Februar 1888 von diesem ermordet. Visser rief den Ort Hornkranz, fast 200 Kilometer nördlich der bisherigen Siedlung Gibeon, als neuen Sitz der Witbooi aus. Dort stellte ihn Hendrik Witbooi am 12. Juli 1888 zum Kampf und tötete ihn. Die Witbooi ernannten ihn daraufhin zum neuen Kaptein. Um seine Macht noch weiter auszubauen, veranlasste Witbooi die anderen Namagesellschaften, teilweise unter Gewaltanwendung, ihn als Herrscher des gesamten Namavolkes anzuerkennen.

## Konflikt mit der deutschen Kolonialmacht
In der Zwischenzeit war Witbooi mit den deutschen Einwanderern ein neuer Störfaktor erwachsen. Die Herero hatten schon 1885 nach Hendrik Witboois zweitem Marsch in das Hereroland einen „Schutzvertrag“ mit der deutschen Kolonialverwaltung abgeschlossen. Als Witbooi seine Überfälle ständig weiterführte, beriefen sich die Herero auf den zugesicherten deutschen Schutz und forderten, Witboois Angriffe durch die deutsche Schutztruppe zu unterbinden. Diese hatte jedoch zu wenig Soldaten, um militärisch eingreifen zu können, und auch Vermittlungsgespräche mit dem Reichskommissar Ernst Heinrich Göring führten zu keinem Erfolg.
Daraufhin verstärkte das Deutsche Reich 1889 seine Schutztruppe und ernannte den Hauptmann von François zu deren Kommandeur. Auch dieser führte zunächst Verhandlungen mit Witbooi und bot den Nama ebenfalls einen Schutzvertrag an, doch Hendrik Witbooi wies alle Angebote mit Hinweis auf die Souveränität des Namavolkes zurück. Als François daraufhin ein militärisches Vorgehen ankündigte, besann sich Witbooi und schloss im November 1892 Frieden mit den Herero.

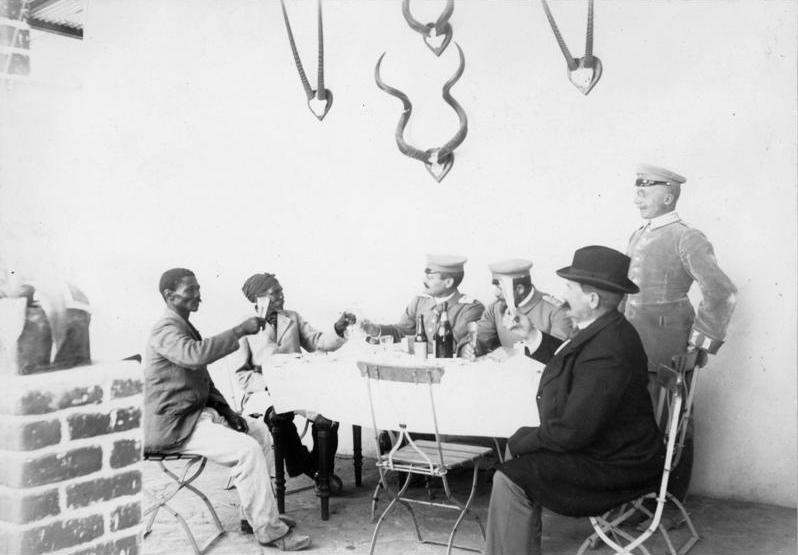
Kaptein Hendrik Witbooi 1896 mit Gouverneur Leutwein und deutschen Verwaltungsbeamten

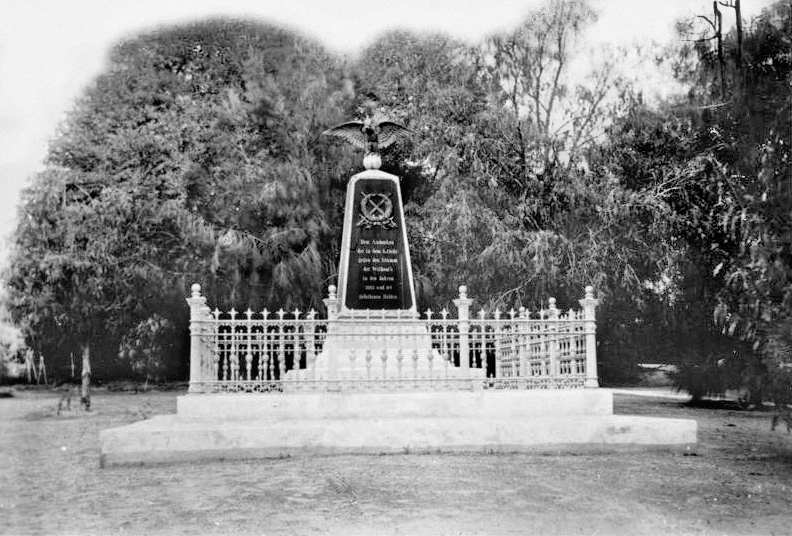
Kriegerdenkmal für die gefallenen deutschen Soldaten im Krieg gegen den Stamm der Witbooi (1893 und 94) im heutigen Zoo-Park Windhuk (nachbearbeitetes Foto)

François kam zu der Überzeugung, dass Witbooi auf Dauer für die Weiterführung der deutschen Kolonisation in Südwestafrika ein Hindernis sein würde und beschloss, Witboois Macht endgültig zu brechen. In der Hoffnung, ihn zu stellen, überfiel er am 12. April 1893 das Namalager in Hornkranz und ließ das Feuer auf die Bewohner eröffnen (Massaker von Hornkranz). Witbooi gelang es jedoch, mit seinen Kriegern zu fliehen, ließ aber Frauen und Kinder zurück, die im Kugelhagel der Schutztruppe getötet wurden. François ließ Hornkranz besetzen und machte zunächst vergeblich weiter Jagd auf Witbooi. Diesem gelang es, sich über ein Jahr lang in den Naukluftbergen zu verstecken und weiteren Angriffen zu entkommen, und er griff seinerseits deutsche Posten und Farmer an. Erst als François durch den Major Leutwein ersetzt wurde, konnte Witbooi in der felsigen Naukluft aufgespürt und nach zweiwöchigen Kämpfen am 11. September 1894 zu Verhandlungen gezwungen werden. Leutwein verzichtete angesichts der deutschen Verluste auf die endgültige Vernichtung des Gegners, zwang Witbooi allerdings, einen so genannten Schutzvertrag abzuschließen, der den Nama auferlegte, wieder in ihr ursprüngliches Siedlungsgebiet in Gibeon zurückzukehren, sich unter die Aufsicht einer deutschen Garnison zu stellen und der deutschen Schutztruppe Heerfolge zu leisten. Witbooi durfte Nama-Kaptein bleiben und erhielt obendrein eine Jahresrente von 2.000 Mark. Für diese milde Behandlung erntete Leutwein viel Unverständnis, doch belehrte Witbooi selbst die Kritiker eines Besseren, denn er hielt sich zehn Jahre lang an den Vertrag.
1904 begann der Aufstand der Herero und Nama. Wie Witbooi sich vertraglich verpflichtet hatte, beteiligten sich die Nama anfangs an der Niederschlagung der aufständischen Herero. Geschockt durch das unmenschliche Vorgehen des Generalleutnants von Trotha flohen mehrere der auf Seiten der deutschen Truppen kämpfenden Nama. Sie berichteten Mitte September Witbooi von der Schlacht am Waterberg und der Kriegführung der Deutschen.
Wie schwer ihm die Vertragstreue fiel, lässt er in einem Brief deutlich werden, den er im Oktober 1904 an zwei Namaführer richtete:

„Wie ihr wisst, bin ich seit geraumer Zeit unter dem Gesetz, in dem Gesetz und hinter dem Gesetz gelaufen, und zwar wir alle mit aller Gehorsamkeit, doch in der Hoffnung und mit der Erwartung, dass Gott der Vater […] uns erlösen würde aus dieser zeitlichen Mühsal. Soweit habe ich in Frieden und mit Geduld ertragen, und alles, was auf mein Herz drückte, habe ich an mir vorbeigehen lassen ….“

Ab September 1904 gelangten die Nama unter den Einfluss des „Propheten“ Shepherd Stuurman (auch Hendrik Bekeer), einem Vertreter der „Äthiopischen Bewegung“, die sich gegen die europäischen Missionare richtete und ein rein afrikanisches Christentum anstrebte. Stuurman stammte aus der britischen Kapkolonie, wo diese häretische Bewegung um 1900 eine große Rolle spielte. Es ist ungeklärt, ob Hendrik Witbooi selbst der Äthiopischen Bewegung anhing oder ob er sich ihrer nur bediente, um seine Leute dem Einfluss der Missionare zu entziehen.
Beide Ereignisse heizten die Stimmung gegen die Deutschen in einem Maße an, dass Witbooi sein Volk in den Kampf gegen die deutschen Truppen führte, zumal sein ehemaliger Vertragspartner Leutwein nicht mehr Befehlshaber war. Gegenüber von Trotha fühlte sich Witbooi nicht mehr verpflichtet.
In einem Brief vom 3. Oktober 1904 an den Bezirkshauptmann Henning von Burgsdorff kündigte er den Schutzvertrag auf, v. Burgsdorff wurde ermordet, und am gleichen Tage begannen die Angriffe sowohl gegen die deutsche Truppe als auch gegen die deutschen Siedler. Witbooi, mittlerweile über 70 Jahre, übergab kurz nach dem Ausbruch der Kämpfe seinem Sohn Isaak Witbooi die Führung. Allerdings beteiligte er sich weiter an den Gefechten und beriet seinen Sohn in taktischen Fragen. Die Nama wandten wieder ihre bewährte Guerillataktik an und waren so schwer zu stellen. Sie operierten zeitweise vom unwegsamen Gelände der Karasberge im Süden des Landes aus.
Der deutsche Oberbefehlshaber von Trotha ging mit etwa 1.500 Soldaten, zwanzig Geschützen und zwei Maschinengewehren gegen die ca. 750 mit Gewehren bewaffneten Kämpfer Witboois vor. Einem Versuch, sie einzukesseln, konnten sich die Witbooi entziehen. Stattdessen kam es periodisch zu heftigen Gefechten. Am 24. Oktober 1905 scheiterte ein Versuch Witboois, die Station Kiriis-Ost anzugreifen. An der etwa 60 Kilometer westlich von Koës gelegenen Wasserstelle Fahlgras (heute Ortschaft Kleinvaalgras) überfiel Witbooi am 29. Oktober mit seinen Männern einen Wagen der deutschen 3. Batterie. Im folgenden Gefecht wurden die Witbooi zur Flucht gezwungen. Hendrik Witbooi war bei diesem Überfall durch eine Gewehrkugel in den Oberschenkel getroffen worden und starb wenig später an der Verwundung. Laut einer Meldung des neuen kommissarischen Kommandeurs der Schutztruppe, Oberst Dame, vom 25. November 1905 starb Witbooi noch am 29. Oktober. Der mit den Deutschen verbündete Kapitän Johann Christian Goliath gab an, Witbooi sei am 3. November gestorben.

### Nachwirkung
Witboois Stamm zerfiel in mehrere Gruppen, von denen sich Samuel Isaak und Hans Hendrik mit ihren Gefolgsleuten schon am 26. November 1905 kampflos den deutschen Truppen ergaben. Vier Monate später ergab sich auch Hendrik Witboois Nachfolger Isaak Witbooi (ǃNanseb ǂKharib ǃNansemab) mit 278 Männern und 306 Frauen und Kindern. Hendrik Witboois Schwiegersohn Cornelius Frederiks, Jakobus Morenga und weitere Anführer aus dem Süden setzten den Kampf fort; Frederiks ergab sich im März 1906 mit 235 Männern, 176 Frauen und Kindern. Die milden Friedensbedingungen, die den sich ergebenden Nama zugesichert worden waren, wurden vom neuen Gouverneur, Friedrich von Lindequist, außer Kraft gesetzt. Die Gruppen unter Samuel Isaak und Hans Hendrik wurden 1906 zunächst in einem Lager in Windhoek interniert und anschließend auf die Haifischinsel in der Lüderitzbucht verbracht. Die Bethanier unter Cornelius Fredericks mussten zunächst in Karibib an der Eisenbahnstrecke nach Tsumeb arbeiten, bevor auch sie auf die Haifischinsel kamen. Durch die schlechten Zustände, die unzureichende Versorgung und Zwangsarbeit starben dort viele Gefangene. Auf der Haifischinsel betrug die Sterblichkeit zwischen 1905 und 1908 ca. 70 %. Die 119 Witbooi, die im Oktober 1904 in den deutschen Streitkräften gedient hatten, waren bereits in die anderen deutschen Kolonien Togo und dann Kamerun  deportiert worden. Bis zum Juni 1906 waren fast zwei Drittel von ihnen tot.
Nach der Unabhängigkeit Namibias 1990 wurde Hendrik Witbooi zum Nationalhelden des Landes ausgerufen. Er war auf allen Banknoten des Namibia-Dollar der ersten Serie (1993–2012) und ist auf den 50-, 100- und 200-Dollar-Noten der zweiten Serie (seit 2012) abgebildet.
Witboois Tagebücher, die im Nationalarchiv von Namibia in Windhoek aufbewahrt werden, wurden im Jahr 2005 in die Liste des Weltdokumentenerbes aufgenommen, und zwar wegen der darin enthaltenen Einsichten in die Natur des Kolonialismus, der Ansätze zur Formulierung afrikanischer juristischer Konzepte und zum Pan-Afrikanismus sowie allgemein wegen ihrer poetischen und visionären Qualität.
Nach dem Gefecht von Hornkranz kam es vermutlich zu einer Plünderung des Kraals der Witboois. Im Raubgut befanden sich sehr wahrscheinlich auch die Familienbibel mit handschriftlichen Anmerkungen des Kapteins und seine Peitsche. Beide Objekte wurden im Jahr 1902 dem Linden-Museum in Stuttgart als Schenkung übereignet und befanden sich noch bis kurz vor der Restitution im staatlichen Museum für Völkerkunde. Die Artefakte des bedeutenden Kämpfers gegen den Kolonialismus sind von höchstem symbolischen Wert für die Menschen Namibias und wurden im Rahmen einer feierlichen Zeremonie am 28. Februar 2019 zurückgegeben.

## Nachfahren
Ein Enkel Witboois war der 1903 geborene Markus Witbooi, der als Evangelist unter den Nama wirkte, als diese im Jahre 1946 die Rheinische Missionsgesellschaft verließen und sich der African Methodist Episcopal Church (AMEC) anschlossen.
Ein Urenkel von Witbooi war der 1934 geborene und 2009 verstorbene Hendrik Witbooi (ǃNanseb ǀGabemab), SWAPO-Politiker und langjähriger Vizepräsident der SWAPO sowie Vize-Premierminister Namibias.

## Literarische Bearbeitungen
- Martin Selber: Hendrik Witbooi. Freiheitskampf in Südwestafrika. Jugendbuch. Gebr. Knabe Verlag, Weimar, 1974. Rowohlt TB-Verl., Reinbek, 1979, ISBN 3-499-20215-8
- Dietmar Beetz: Späher der Witbooi-Krieger. Jugendbuch. Reihe Spannend erzählt, Band 145 Verlag Neues Leben Berlin 1978.